# Khoulo (municipalité)
La municipalité de Khoulo (en géorgien : ხულოს მუნიციპალიტეტი) est un district de la région d'Adjarie en Géorgie, dont la ville principale est Khoulo. En 2014, il comptait 23 327 habitants.